# Mukiganga
Mukiganga är ett vattendrag i Burundi.   Det ligger i provinsen Cankuzo, i den östra delen av landet, 120 km öster om huvudstaden Bujumbura.
Omgivningarna runt Mukiganga är en mosaik av jordbruksmark och naturlig växtlighet. Runt Mukiganga är det ganska tätbefolkat, med 155 invånare per kvadratkilometer.